# Neuilly-sur-Suize

Neuilly-sur-Suize este o comună în departamentul Haute-Marne din nord-estul Franței. În 2009 avea o populație de 339 de locuitori.

## Evoluția populației
| An        | 1975 | 1982 | 1990 | 1999 | 2006 | 2009 |
| --------- | ---- | ---- | ---- | ---- | ---- | ---- |
| Populație | 241  | 390  | 347  | 367  | 354  | 339  |